# 337. Infanterie-Division (Wehrmacht)
Die 337. Infanterie-Division war ein Großverband des Heeres der deutschen Wehrmacht im Zweiten Weltkrieg.

## Geschichte

### Aufstellung
Die 337. ID wurde am 16. November 1940 als Division der 14. Aufstellungswelle in Kempten im Wehrkreis VII aufgestellt. 

### Besatzungstruppe Frankreich
Bis zum Juli 1942 war die Division als Besatzungstruppe in der Bretagne. Danach an die Ostfront verlegt. 

### Ostfront 1942
Der Heeresgruppe Mitte unterstellt, kämpfte sie bis Januar 1943 mit der 9. Armee in der Schlacht von Rschew östlich von Sytschowka. Im Frühjahr 1943 nahm sie am Unternehmen Büffelbewegung teil, als der Frontbogen von Rschew zurückgenommen wurde. Sie zog sich bis zur Dachau-Stellung zurück und erhielt einen Abschnitt bei Dorogobusch an der Rollbahn Wjasma-Smolensk zugewiesen. 

### Panther-Stellung
Mit zunehmendem Druck der Roten Armee bezog sie in der Panther-Stellung Position. Mit der zurückweichenden 4. Armee war sie bei Jelnja, Smolensk und Orscha im Einsatz. 

### Eingliederung der Reste der 113. ID
Im November 1943 wurde sie mit der Divisions-Gruppe 113 verstärkt. 

### Vernichtung
Bei der sowjetischen Sommeroffensive nach Überquerung der Beresina im Raum Mogilew wurde die Division vollständig vernichtet. 

### Verwendung der Reste der Division
Bei der Zerschlagung der Division fiel Ende Juni 1944 der Divisionskommandeur Generalleutnant Schünemann. Überlebende wurden in die Divisions-Gruppe 337 eingegliedert, welche ihrerseits der Korps-Abteilung G unterstand. Die Reste wurden zur Aufstellung der 570. Volksgrenadier-Division verwendet.

## Personen
| Dienstzeit                            | Dienstgrad                          | Name            |
| ------------------------------------- | ----------------------------------- | --------------- |
| 15. November 1940 bis 19. Mai 1941    | Generalleutnant                     | Karl Spang      |
| 19. Mai 1941 bis 15. März 1942        | Generalmajor                        | Kurt Pflieger   |
| 25. März bis 1. Oktober 1942          | Generalleutnant                     | Erich Marcks    |
| 1. Oktober 1942 bis 27. Dezember 1943 | Oberst/Generalmajor/Generalleutnant | Otto Schünemann |
| 27. Dezember 1943 bis 1. Februar 1944 | Generalleutnant                     | Walter Scheller |
| 1. Februar bis 29. Juni 1944          | Generalleutnant                     | Otto Schünemann |

## Gliederung (1944)
- Grenadier-Regiment 313
- Grenadier-Regiment 688
- Grenadier-Regiment 690 (am 28. März 1944 aufgelöst)
- Divisions-Gruppe 113 (vom 2. November 1943 bis Juli 1944 der 337. ID unterstellt)
- Füsilier-Bataillon 337
- Artillerie-Regiment 337
- Pionier-Bataillon 337
- Panzerjäger-Abteilung 337
- Nachrichten-Abteilung 337
- Feldersatz-Bataillon 337
- Versorgungseinheiten 337